# Juan Foyth
Juan Marcos Foyth (sinh ngày 12 tháng 1 năm 1998) là một cầu thủ bóng đá chuyên nghiệp người Argentina gốc Ba Lan hiện đang thi đấu ở vị trí hậu vệ phải hoặc trung vệ cho câu lạc bộ La Liga Villarreal và đội tuyển bóng đá quốc gia Argentina.

## Câu lạc bộ

### Estudiantes de La Plata
Foyth bắt đầu chơi bóng một thời gian ở học viện đào tạo trẻ, ban đầu anh là một tiền vệ tấn công, sau đó chuyển sang vị trí trung vệ trước khi anh tròn 16 tuổi. Anh đã ký hợp đồng chuyên nghiệp đầu tiên vào tháng 1 năm 2017, giữ anh lại với câu lạc bộ cho đến tháng 6 năm 2019. Anh ra mắt Primera Division vào ngày 19 tháng 3 năm 2017 trước Patronato ở tuổi 19. Anh tiếp tục chơi thêm sáu trận tại giải đấu, với hai lần xuất hiện trong Copa Sudamericana.

### Tottenham Hotspur
Foyth gia nhập Tottenham Hotspur với giá 8 triệu bảng vào ngày 30 tháng 8 năm 2017 theo bản hợp đồng 5 năm cho đến năm 2022. Anh đã có trận đấu ra mắt câu lạc bộ vào ngày 19 tháng 9 năm 2017 trong trận đấu tại EFL Cup với Barnsley mà Tottenham giành thắng lợi 1-0. Anh có trận đấu đầu tiên tại giải Ngoại hạng Anh vào ngày 3 tháng 11 năm 2018 trong chiến thắng 3-2 trên sân khách trước Wolverhampton Wanderers, ở trận đấu đó anh đã gây ra 2 quả penalty và cả hai đều bị chuyển hóa thành bàn thắng. Trong lần ra sân tiếp theo tại Ngoại hạng Anh, trận đấu với Crystal Palace, anh đã ghi bàn thắng đầu tiên trong sự nghiệp, mang về cho Tottenham chiến thắng 1-0.

## Sự nghiệp quốc tế
Foyth sinh ra ở Argentina, là người gốc Ba Lan – Séc và mang một hộ chiếu Ba Lan.
Foyth chơi cho đội U20 Argentina. Năm 2017, anh đã có 12 lần ra sân cho đội tuyển U20 quốc gia: chín lần tại Giải vô địch bóng đá trẻ Nam Mỹ 2017 ở Ecuador và ba trận khác trong World Cup FIFA U-20 2017.
Foyth đã nhận được lời gọi đầu tiên lên đội tuyển bóng đá quốc gia Argentina cho một số trận đấu giao hữu vào tháng 10 năm 2018. Anh đã có trận đấu ra mắt vào ngày 16 tháng 11 năm 2018 trong trận giao hữu với Mexico, anh đã giúp Argentina giành chiến thắng 2-0. Anh được bầu là cầu thủ hay nhất trận đấu và nhận được nhiều lời khen ngợi cho màn trình diễn của mình. Foyth đã được chọn vào đội tuyển quốc gia Argentina tham dự Copa América 2019, và có trận ra sân đầu tiên trong trận đấu với Qatar. Anh ra sân ở vị trí hậu vệ phải trong ba trận tiếp theo, bao gồm trận bán kết mà Argentina để thua Brazil 2-0, và trận play-off hạng ba với Chile, Argentina đã dành chiến thắng 2-1.

## Thống kê sự nghiệp
Tính đến ngày 26 tháng 5 năm 2021
| Câu lạc bộ          | Mùa giải            | Giải đấu            | Giải đấu | Giải đấu | Cúp quốc gia | Cúp quốc gia | Cúp EFL | Cúp EFL | Châu Âu | Châu Âu | Tổng cộng | Tổng cộng |
| Câu lạc bộ          | Mùa giải            | Hạng                | Trận     | Bàn      | Trận         | Bàn          | Trận    | Bàn     | Trận    | Bàn     | Trận      | Bàn       |
| ------------------- | ------------------- | ------------------- | -------- | -------- | ------------ | ------------ | ------- | ------- | ------- | ------- | --------- | --------- |
| Estudiantes         | 2016-17             | Primera División    | 7        | 0        | 0            | 0            | -       | -       | 2 [1]   | 0       | 9         | 0         |
| Tottenham Hotspur   | 2017-18             | Premier League      | 0        | 0        | 5            | 0            | 2       | 0       | 1 [2]   | 0       | 8         | 0         |
| Tottenham Hotspur   | 2018-19             | Premier League      | 12       | 1        | 2            | 0            | 1       | 0       | 2 [2]   | 0       | 15        | 1         |
| Tottenham Hotspur   | 2019–20             | Premier League      | 4        | 0        | 0            | 0            | 0       | 0       | 3       | 0       | 7         | 0         |
| Tottenham Hotspur   | Tổng cộng           | Tổng cộng           | 16       | 1        | 7            | 0            | 3       | 0       | 6       | 0       | 30        | 1         |
| Villarreal (mượn)   | 2020–21             | La Liga             | 16       | 0        | 4            | 0            | —       | —       | 12      | 1       | 32        | 1         |
| Tổng cộng sự nghiệp | Tổng cộng sự nghiệp | Tổng cộng sự nghiệp | 39       | 1        | 11           | 0            | 3       | 0       | 20      | 1       | 73        | 2         |

1. ^ Ra sân tại Copa Sudamericana
2. ^:a b Ra sân tại UEFA Champions League

## Danh hiệu
Tottenham Hotspur
- Á quân UEFA Champions League: 2018–19